# José Salvador Arias Peñate
José Salvador Arias Peñate (San Salvador, 7 de junio de 1945-10 de enero de 2018) fue un economista, investigador académico, escritor y político salvadoreño. 
En la década de 1970, obtuvo el título de doctor en Ciencias Económicas con especialidad en Sistemas y Estructuras por la Universidad de Paris VIII, Francia. Previamente, había realizado estudios en la London School of Economics. De regreso a El Salvador, fue viceministro de Agricultura y Ganadería entre 1975 y 1976, proporcionando asesoría técnica al esfuerzo del presidente Arturo Armando Molina para impulsar una reforma agraria, iniciativa que terminó siendo abortada por la presión del sector empresarial.
A partir de 1979, fue militante del movimiento opositor de izquierda. En 1980, se vinculó al Frente Farabundo Martí para la Liberación Nacional (FMLN), coalición de cinco organizaciones insurgentes que combatían al Estado salvadoreño.
En 1992, participó en la transformación del FMLN de fuerza insurgente a partido político legal. Posteriormente, fue el principal asesor económico de la dirección nacional del FMLN. En 2001, fue uno de los opositores a la Ley de Integración Monetaria (dolarización).
En 1998, fue propuesto como precandidato del FMLN a la presidencia de la República, aunque la nominación finalmente recayó en Facundo Guardado. Entre 2003 y 2009 fue diputado a la Asamblea Legislativa por el departamento de Sonsonate. Luego de concluir su mandato legislativo, continuó trabajando como asesor del FMLN; al mismo tiempo, laboraba como consultor del Banco Central de Reserva de El Salvador y profesor de la Universidad de El Salvador.
Como investigador, Arias publicó numerosos libros, entre los que destacan: El Libro Negro de la Corrupción (2017); Regreso del Colón y Derrumbe del imperialismo del dólar (2017); Pensiones para todos (2016); Manual de la Corrupción de ARENA (2014), La trampa de la deuda: del sistema capitalista y la economía salvadoreña (2012).
Después de un largo padecimiento de cáncer, Arias falleció el 10 de enero de 2018.